# Słok-Młyn
Słok-Młyn – osada w Polsce położona w województwie łódzkim, w powiecie bełchatowskim, w gminie Bełchatów
Przed zmianą granicy gminy Kleszczów, Słok-Młyn był w gminie Kleszczów, wchodził w skład sołectwaRogowiec. Do 2007 roku osada nosiła nazwę Słok Pierwszy.
Przed 1 stycznia 2022 roku teren całego obrębu geodezyjnego Wola Grzymalina, na terenie którego leży osada Biłgoraj, należał do gminy Kleszczów.
W latach 1975–1998 miejscowość należała administracyjnie do województwa piotrkowskiego.
W osadzie znajdował się młyn wodny na rzece Widawce.